# Burtaiši
Burtaiši är en ort i Montenegro. Den ligger i den södra delen av landet, 40 km söder om huvudstaden Podgorica. Burtaiši ligger 40 meter över havet och antalet invånare är 3 013.
Terrängen runt Burtaiši är varierad. Havet är nära Burtaiši åt sydväst. Runt Burtaiši är det ganska glesbefolkat, med 48 invånare per kvadratkilometer. Närmaste större samhälle är Bar, 1,1 km väster om Burtaiši. Trakten runt Burtaiši består till största delen av jordbruksmark.